# André Gingras
André Gingras (* 1966 in Kanada; † 17. Februar 2013 in Breda) war ein kanadischer Tänzer und Choreograf. Gingras gehörte zu den besten Tänzern der internationalen zeitgenössischen Tanzszene.
Gingras absolvierte seine Tanzausbildung in Montreal, Toronto und New York und arbeitete mit Christopher Gillis, Doug Varone und Mariko Tanabe. Ab 1996 lebte er in Europa und arbeitete in den Niederlanden. Gingras gewann im Jahr 1999 mit seinem ersten Solo als Choreograf die Förderung der Rotterdam Arts Foundation. Sein Stück CYP17 gewann beim CaDance Festival in Den Haag. Er erhielt 2002 die Epidauros-Auszeichnung und im selben Jahr gewann er mit dem Stück The Sweet Flesh Room erneut das Cadance Festival. Seit 2010 leitete er die Kompanie Dance Works Rotterdam.
Gingras starb an einer Krebserkrankung.